# Спусковое устройство

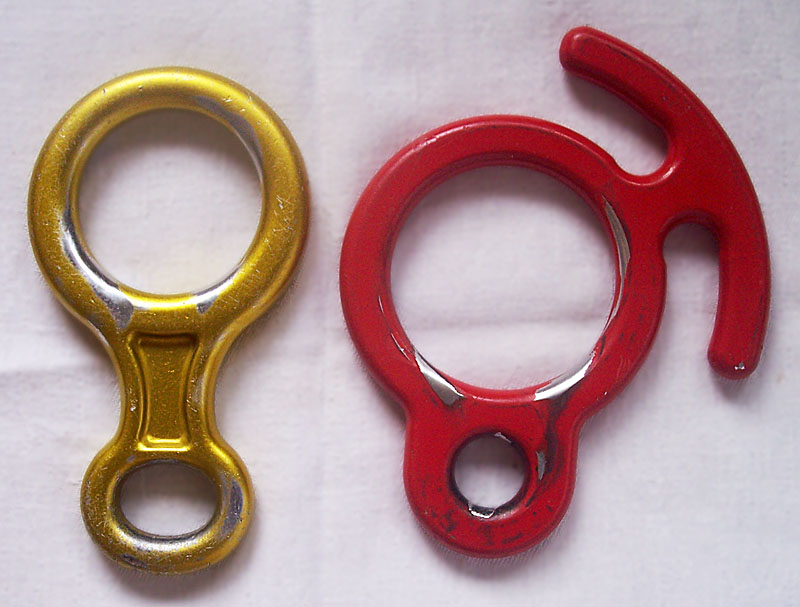
Спусковые устройства: восьмёрка спортивная (слева) и восьмёрка с рогами (справа)

Спусково́е устро́йство — специальное тормозящее приспособление для спуска по альпинистской верёвке, применяемое в альпинизме, спелеологии и промальпе. Принцип работы состоит в создании дополнительного трения при прохождении верёвки через элементы устройства. Обязательную страховку осуществляют при помощи добавления страховочного устройства или узла Прусика. В некоторых моделях спусковых устройств предусмотрена автоматическая блокировка, защищающая спортсмена от падения.

## Описание
Спусковые устройства представляют собой страховочно-спусковое оборудование, предназначенное для спуска с высоты с использованием веревки. Их применяют в промышленном альпинизме, скалолазании и спелеологии с целью обеспечения контролируемой скорости движения и для страховки при спуске. Скорость спуска регулируется при помощи создания дополнительного трения и перегиба верёвки, управляется рукой альпиниста, скалолаза, спелеолога.
Спусковые устройства изготавливают из лёгких сплавов или стали литьём, ковкой или фрезерованием.
В промышленном альпинизме, где вес не является критичным, спусковые устройства могут быть изготовлены из стали.

## Разновидности спусковых устройств
- Восьмёрка — простейшее устройство, представляющее собой два соприкасающихся кольца разного диаметра[1].
- Инвар — модифицированая «восьмёрка»[1].
- Шайба Штихта — простейшее устройство, использует два карабина, ныне практически не применяется (устарело)[1]
- Лепесток — лёгкое и компактное спусковое устройство[1].
- Гри-гри — страховочно-спусковое оборудование с самоблокировкой при отпускании рычага.
- I'D — современное устройство, стопорящееся при превышении допустимой скорости спуска (режим «антипаник», отключаемый в новых моделях). Конструкция I'D исключает ошибку при заправке в него веревки[1].
- Реверсо — многофункциональное устройство, может использоваться с одинарными или двойными веревками, расположение отверстий для веревки позволяет добиться плавного скольжения, что уменьшает износ верёвки[1].
- Лесенка — это тормозное устройство исключает перекручивание верёвки и позволяет зафиксировать положение. Из-за относительной сложности использования и сравнительно большой массы в-основном применяется в промышленном альпинизме[1].
- Букашка — развитие (модификация) шайбы Штихта. Букашка часто используется с двумя верёвками. Её конструкция позволяет зафиксировать веревку, если альпинист выпустит её из рук[1].
- Клин
- Tuba — спусковое устройство, скорость спуска в котором задаётся количеством колец верёвки на элементах устройства. Tuba позволяет осуществлять длительные спуски с прохождением узлов через устройство[1].
- Cinch — самостопорящееся спусковое устройство, позволяющее в том числе при необходимости поднимать себя поджумариванием, при работе с cinch используются обе руки[1].
- СУ-Р — лесопожарное спусковое устройство, предназначено для регулируемого спуска по шнуру с вертолёта[1], его применяют пожарные  при тушении лесных пожаров.
- Узел UIAA — спусковое устройство в альпинизме на основе обычного карабина
- Карабинный тормоз — спусковое устройство в альпинизме на основе двух карабинов
- Stop (сто́пор) — самостопорящее спусковое устройство
- Rack
- Система Радебергер
- Радебергер уменьшенный
- Букашка Б. Кашевника
- Гребёнка